# Ламбертон Тауншип (Нью-Джерсі)
Ламбертон Тауншип (англ. Lumberton Township) — селище (англ. township) в США, в окрузі Берлінгтон штату Нью-Джерсі. Населення — 12 803 особи (2020).

## Демографія
Згідно з переписом 2010 року, у селищі мешкало 12 559 осіб у 4540 домогосподарствах у складі 3237 родин. Було 4719 помешкань
Расовий склад населення:
| - 71,0 % — білих - 18,9 % — чорних або афроамериканців - 4,7 % — азіатів - 0,2 % — корінних американців - 1,6 % — осіб інших рас |

До двох чи більше рас належало 3,5 %. Частка іспаномовних становила 5,9 % від усіх жителів.
За віковим діапазоном населення розподілялося таким чином: 27,4 % — особи молодші 18 років, 62,2 % — особи у віці 18—64 років, 10,4 % — особи у віці 65 років та старші. Медіана віку мешканця становила 38,5 року. На 100 осіб жіночої статі у селищі припадало 92,3 чоловіків;  на 100 жінок у віці від 18 років та старших — 89,1 чоловіків також старших 18 років.
Середній дохід на одне домашнє господарство  становив 106 981 долар США (медіана — 84 190), а середній дохід на одну сім'ю — 132 572 долари (медіана — 112 756). Медіана доходів становила 68 947 доларів для чоловіків та 55 156 доларів для жінок. За межею бідності перебувало 7,3 % осіб, у тому числі 4,5 % дітей у віці до 18 років та 11,5 % осіб у віці 65 років та старших.
Цивільне працевлаштоване населення становило 6188 осіб. Основні галузі зайнятості: освіта, охорона здоров'я та соціальна допомога — 22,8 %, науковці, спеціалісти, менеджери — 14,5 %, роздрібна торгівля — 12,3 %.